# Braemia vittata
Braemia es un género monotípico de orquídeas de hábito terrestre. Tiene una única especie: Braemia vittata (Lindl.) Jenny.

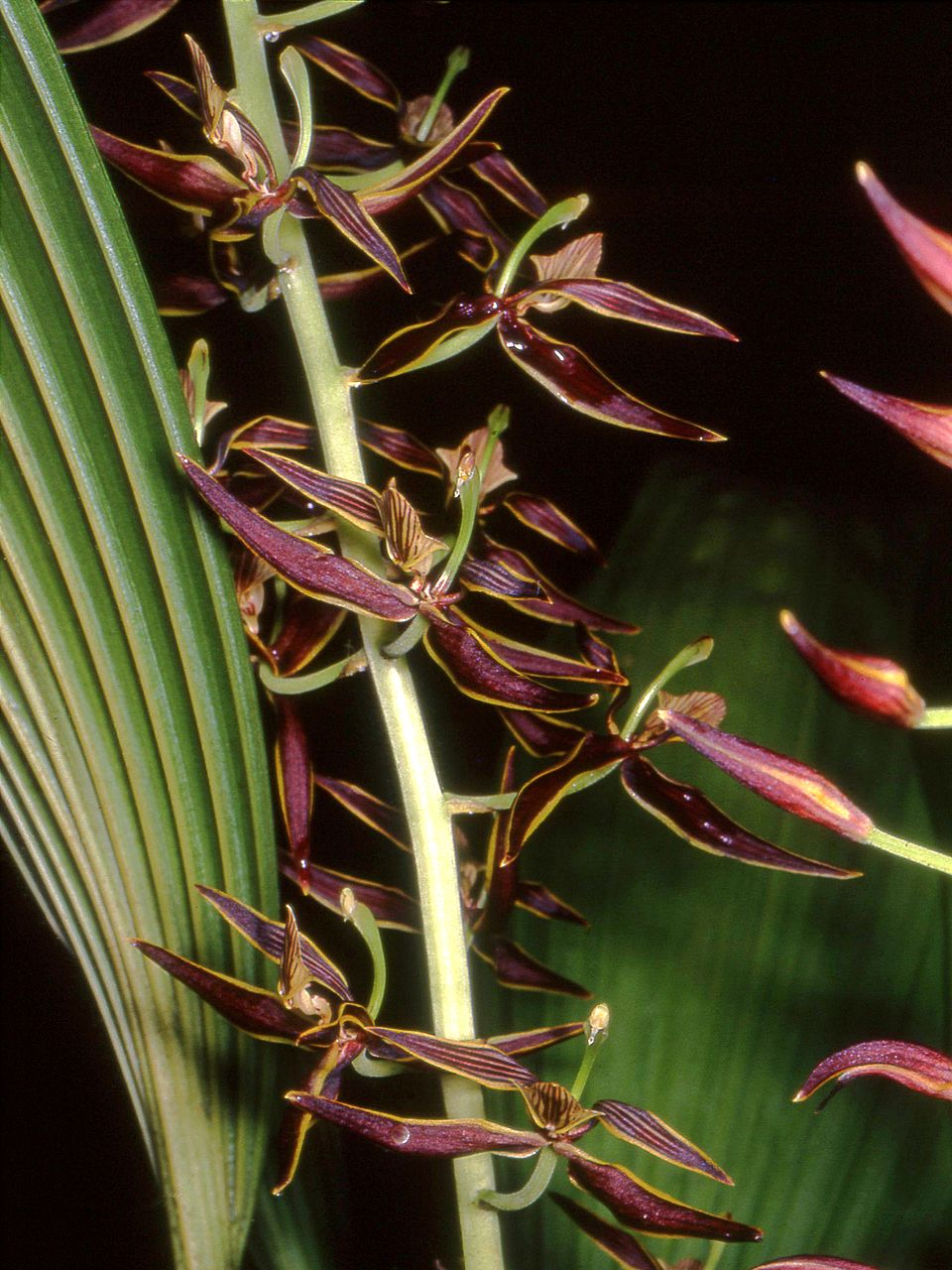

## Descripción
Es una orquídea de hábito terrestre y de crecimiento cespitoso, de tamaño mediano a grande que prefiere el clima cálido. Tiene los pseudobulbos ovoides, rugosos longitudinalmente que llevan una única hoja apical, erecta, plegada, delgada, lanceolada y aguda. Florece en una inflorescencia erecta, basal, gruesa de 22.5 cm de largo con de flores de 5 cm de longitud.

## Distribución y hábitat
Se encuentra en Colombia, Ecuador, Perú, Suriname, Guyana, y Guayana Francesa en alturas de 100 a 500 metros.

## Evolución, filogenia y taxonomía
El género fue  propuesto por Rudolph Jenny en Orchidee (Hamburg) 36 en 1985. La especie tipo es Braemia vittata (Lindley) Jenny, originalmente descrita por John Lindley como Houlletia vittata. 
El género se encontraba anteriormente en Polycycnis. Recientes estudios muestran  que esta separación puede ser reconocida, entre otras características, por su raquis y sin vello en el  labio, a excepción del pequeño callo pubescente en la base del labio.  Las especies se producen en toda la selva amazónica.
Etimología
Braemia nombre genérico que es un homenaje a Guido Jozef Braem, taxónomo belga.
Sinónimos
- Houlletia vittata Lindl., Edwards's Bot. Reg. 27(Misc.): 47 (1841).
- Polycycnis vittata (Lindl.) Rchb.f. in W.G.Walpers, Ann. Bot. Syst. 6: 618 (1863).[2]